# Rosa María Ojeda
Rosa María Ojeda Cuen (sinh ngày 15 tháng 10 năm 1986) là một hoa hậu của Mexico. Cô đoạt danh hiệu Hoa hậu Mexico 2006 và tham dự cuộc thi Hoa hậu Hoàn vũ 2007 được tổ chức tại quê nhà.

## Tiểu sử
Rosa Maria Ojeda sinh ngày 5 tháng 10 năm 1986 tại Culiacan, bang Sinaloa, México. Cô là em út trong một gia đình có năm người con, tuy nhiên hai người anh trai của cô đã mất sớm khi cô còn rất nhỏ. Năm 15 tuổi, cô được chẩn đoán mắc bệnh ung thư tuyến giáp. Sau nhiều mất mát trong cuộc sống, Rosa đã tham dự cuộc thi Hoa hậu Mexico 2006 diễn ra tại Tampico, Tamaulipas vào ngày 2 tháng 9 năm 2006. Kết quả, cô đã đánh bại 30 thí sinh khác để giành vương miện Hoa hậu Mexico và được quyền đại diện cho quê hương tham dự cuộc thi Hoa hậu Hoàn vũ 2007 tổ chức tại chính đất nước mình. Cô cũng là hoa hậu Sinaloa thứ hai giành vương miện Hoa hậu Mexico kể từ khi cuộc thi được thành lập năm 1994.
Tại cuộc thi Hoa hậu Hoàn vũ 2007, cô đã lọt vào top 10 người đẹp nhất đêm chung kết. Cô cho biết người bạn thân nhất của cô trong cuộc thi này chính là hoa hậu Nicaragua, Xiomara Blandino. Họ là bạn cùng phòng của nhau và cùng dắt tay nhau vào Top 10 người đẹp nhất cuộc thi.

### Scandal trang phục truyền thống
Vào tháng 4 năm 2007, scandal xung quanh bộ trang phục truyền thống của Rosa được dư luận chú ý. Bộ trang phục truyền thống cô mặc bị đánh giá là phản cảm vì nó miêu tả một số cảnh trong Chiến tranh Cristero, một cuộc khởi nghĩa của những người Thiên chúa giáo Mexico chống lại truyền thống thế tục hồi những năm 1920 khiến hàng ngàn người chết. Trên chiếc váy truyền thống Mexico còn có cả những hình ảnh hàng người bị treo cổ, ngoài ra còn có dải thắt lưng đạn súng và chiếc vòng đeo hình thập tự. Người thiết kế của chiếc váy cho biết nó thể hiện truyền thống và lịch sử của đất nước Mexico.
Bộ trang phục truyền thống trên đã bị nhiều người phản đối kịch liệt do nó thể hiện những cảnh khá bạo lực và gợi nhắc lại một thời kỳ đau thương của Mexico. Jorge Camil, phóng viên báo La Jornada thậm chí còn ví hoa hậu Mexico mặc chiếc váy này cũng như "hoa hậu Mỹ mặc váy có in hình Ku Klux Klan" vậy. Cuối cùng chiếc váy này đã bị loại bỏ và trong cuộc thi Hoa hậu Hoàn vũ 2007, Rosa đã mặc một chiếc váy khác in hình các loại nông phẩm và hoa trái của Mexico.